# Aliyan
Aliyan is een bestuurslaag in het regentschap Banyuwangi van de provincie Oost-Java, Indonesië. Aliyan telt 4999 inwoners (volkstelling 2010).